# Nathalie Pâque
Nathalie Pâque, echte naam Naty Paque, (Luik, 11 mei 1977) is een Belgische zangeres.
Nathalie Pâque vertegenwoordigde op 6 mei 1989 Frankrijk op het Eurovisiesongfestival 1989 met het liedje J'ai volé la vie. Het liedje was verkozen na een interne selectie bij de zender Antenne 2 en was geschreven door Sylvain Lebel, Guy Mattéoni en G.G. Candy.
Nathalie Pâque behaalde met J'ai volé la vie in een deelnemersveld van 22 kandidaten een achtste plaats met 60 punten.
De deelname veroorzaakte ophef vanwege de jeugdige leeftijd van Nathalie Pâque: zij was met haar net geen twaalf jaar nog een kind en tevens de jongste deelnemer met lead vocal ooit aan het festival. De EBU paste vanaf 1990 de regels aan: de minimumleeftijd van kandidaten werd op 16 jaar gebracht.
Na haar deelname aan het Eurovisiesongfestival verschenen er nog ruim tien singles en twee albums, die met name in Franstalig België succesvol waren. Pâque studeerde aan de Koninklijke Academie voor Schone Kunsten in Luik en begon een carrière in toneel en musical. Zo speelde ze de rol van Kate Murphey in de musical "Titanic". Ook speelde ze in de musicals "Blanche Neige" (Sneeuwwitje) en "Broadway Baby".

## Discografie
Singles
- 1989: "J'ai volé la vie"
- 1989: "Ils reviennent"
- 1990: "Bébé bambou"
- 1991: "Danse"
- 1991: "Noël différent"
- 1992: "Kiss Me", met Daniel Mendy
- 1992: "Nous, c'est spécial"
- 1993: "Laisse-moi voyager"
- 1996: "C'est vrai...je t'aime"
- 1996: "Je garderai pour toi"
- 1998: "Mama, c'est l'heure"

Albums
- 1996: "C'est vrai...je t'aime"
- 1998: "Chante-nous la vie"